# San Vicente (Salas)
San Vicente (en asturiano y oficialmente Aciana) es una parroquia del concejo asturiano de Salas, en España. Su superficie es de 7,79 km² y alberga a 101 habitantes. Su templo parroquial se dedica a San Vicente.

## Barrios y aldeas (2017)[2]
- Aciana (lugar) - 47 habitantes.
- Casandresín (lugar) - 22 habitantes.
- Fontanos (casería) - 4 habitantes.
- La Festiella (La Fistiella en asturiano) (casería) - 8 habitantes.
- Poles (casería) - 20 habitantes.